# I guardiani di Ga'Hoole - La spia
I guardiani di Ga'Hoole – La spia (titolo originale Guardians of Ga'Hoole: The Shattering) è un romanzo fantasy per ragazzi del 2004 di Kathryn Lasky. È il quinto libro della collana de I guardiani di Ga'Hoole ed è stato pubblicato in italiano per la prima volta nel 2008. È il seguito de I guardiani di Ga'Hoole - L'assedio.

## Trama
Eglantine fa un sogno in cui i suoi genitori sono ancora vivi finché non viene svegliata da Primrose, la compagna di cavità di Eglantine. Ginger, altra compagna di cavità che ex Pura, suggerisce di lasciarla dormire. Primrose sembra preoccupata, ma Eglantine la rassicura dicendole che aveva fatto un bel sogno. Questa affermazione inizia a far preoccupare ancora di più Primrose per il benessere della sua amica e sospetta che ci sia qualcosa non va. Primrose si dirige in biblioteca, dove Otulissa discute con Digger sul tradimento di Dewlap. Otulissa racconta a Primrose e Digger dell’annientamento, sintomo della granellite considerata peggiore addirittura dell’abbaglio lunare. Più tardi, durante un volo, Soren, Gylfie, Digger e Twilight trovano una pagina di Granellite e altri disturbi del ventriglio e la restituiscono la pagina a Otulissa. In seguito, Soren fa un sogno che riguarda i Laghi Specchiati. Quando arriva Mags l’Ambulante, Otulissa ottiene una bacchetta da rabdomante per i granelli e un diagramma del cervello di un gufo. Improvvisamente, Soren vede Ginger giocare con un topo vivo ma ferito, mentre Eglantine la osserva. Soren piomba su di lui finendolo e minaccia con rabbia di denunciare Ginger, dato che giocare con il cibo è una cosa orribile, ma viene fermato da Eglantine che dice che Ginger è ancora abituata agli usi e costumi dei Puri, che sono noti per giocare con il loro cibo. Soren la riporta nella sua cavità e la fa dormire lì. Più tardi, la mette in infermeria perché crede che la sua sonnolenza sia causata dal flusso estivo. Eglantine in seguito comincia a credere che i suoi sogni siano reali e vola verso i Becchi, dove incontra un gufo che afferma di essere sua madre. Sebbene il gufo somigli molto a sua madre, ci sono alcune differenze fisiche. Inoltre, il gufo la chiama "tesoro", parola che Marilla non ha mai usato per chiamare Eglantine. Dopo che Eglantine si addormenta nel nido della sua "mamma", la luce della luna si riflette sulla maschera di metallo indossata da un gufo (probabilmente Kludd/Becco di Metallo), rivelando che il gufo impostore che si spaccia per Marilla è in realtà una Pura.
Quando Eglantine si sveglia, si ritrova di nuovo al Grande Albero e si dirige in biblioteca alla ricerca di alcuni libri sul magnetismo superiore. Strappa le pagine e le consegna alla sua "mamma dei sogni". Durante uno di questi viaggi, Primrose la segue e viene catturata dai Puri. Cercano di causare l’annientamento anche lei, ma lei usa l'ambra che ha ricevuto dal Mags l’Ambulante per spostare di nascosto i granelli via dalla sua cavità. Poi finge di essere stata annullata. Alla fine, Eglantine inizia a percepire che qualcosa non va in lei e vola di nuovo ai Becchi, dove si rende conto che la sua "mamma" è in realtà la sua malvagia cognata, Nyra, e viene catturata.
Tornati all'Albero, Digger, che aveva notato lo strano comportamento di Eglantine, rivela di aver controllato il suo nido con la bacchetta da rabdomante e di averlo trovato pieno di granelli. Lo Stormo degli Stormi si rende conto che Eglantine è stata annientata da Ginger e scoprono che i due gufi sono entrambi spariti, così si mettono in viaggio per salvarla.
Tornata ai Becchi, Nyra rivela di aver deposto un uovo, noto come Sacro Globo, ma Eglantine si libera, lo afferra e vola via con Primrose. Le due amiche vengono inseguite dai Puri, ma vengono trovate dai loro amici che costringono i Puri alla ritirata; durante l’inseguimento, Eglantine è costretta a lasciare cadere l'uovo di Nyra, che viene distrutto. In seguito, il Grande Albero scopre che Sant'Aegolius è caduta nelle mani dei Puri. Per prepararsi alla battaglia finale con il nemico, lo Stormo degli Stormi viene inviata nei Regni del Nord.

## Edizioni
Pubblicato nel 2008 da Mondadori Junior nella collana Fantasy (tradotto da Raffaella Belletti).